# Valerie Todd Davies
Valerie Todd Davies (29 septembre 1920 à Makirikiri, près de Whanganui - 29 octobre 2012 à Brisbane) est une arachnologiste australo-néo-zélandaise qui a décrit de nombreuses espèces d'araignées.
Davies a étudié à l'université Victoria de Wellington, puis à l'université d'Otago à Dunedin, et a obtenu un PhD au Somerville College.